# Flughafen Dabba-Yardêng

i8
i11
i13
Der Flughafen Dabba-Yardêng (chinesisch auch: Daocheng-Yading; chinesisch 稻城亞丁機場 / 稻城亚丁机场, Pinyin Dàochéng Yàdīng Jīchǎng; IATA-Code: DCY, ICAO-Code: ZUDC) ist ein ziviler Verkehrsflughafen in der Volksrepublik China. Er befindet sich 50 Kilometer nördlich der Gemeinde Sumdü im Kreis Dabba (chinesisch: Daocheng) des Autonomen Bezirks Garzê der Tibeter in der Provinz Sichuan.
Nach rund zweijähriger Bauzeit wurde der Flughafen am 16. September 2013 eröffnet. Mit einer Höhe von 4411 Meter ü. d. M. löste er den Flughafen Qamdo-Bamda als höchstgelegenen Flughafen der Welt ab. Sollte allerdings der sich im Bau befindende Nagqu Dagring Airport auf 4436 m Höhe fertiggestellt werden, würde dieser den ersten Rang einnehmen.
Flughafenbetreiber ist die CAAC (Chinesische Hauptverwaltung für Zivilluftfahrt). Der Flughafen wird täglich überwiegend von Tibet Airlines und Air China angeflogen.